# Simanuldang Jae
Simanuldang Jae is een bestuurslaag in het regentschap Padang Lawas van de provincie Noord-Sumatra, Indonesië. Simanuldang Jae telt 544 inwoners (volkstelling 2010).